# Guram Adamadze
 Guram Adamadze  (Kutaisi, 31 de agosto de 1988) é um futebolista georgiano que atua como zagueiro. Atualmente defende o Torpedo Kutaisi.
´